# افسانه زمستان (فیلم)
افسانه زمستان (به انگلیسی: Winter's Tale) فیلمی است محصول سال ۲۰۱۴ به کارگردانی آکیوا گلدسمن است. در این فیلم بازیگرانی همچون کالین فارل، جسیکا براون فیندلی، جنیفر کانلی، راسل کرو، ویلیام هرت، اوا ماری سنت، ویل اسمیت، مت بامر، کوین کوریگان و کوین دوراند ایفای نقش کرده‌اند.

## خلاصه داستان
در ابتدا یک پدر و مادر و فرزندشان که قصد ورود به آمریکا را دارند به دلیل بیماری سل اجازه ورود داده نمی‌شود. اما آن‌ها با خواهش می‌گویند اما این بچه کوچک بیمار نیست به او اجازه ورود دهید، اما موافقت نمی‌کنند آن‌ها در ساحل فرزندشان را به آب می‌اندازند تا به آمریکا برسد.
یک دزد به نام پیتر لیک توسط گروهی تعقیب می‌شود او سوار بر اسب سفیدی می‌شود و به طرز عجیبی فرار می‌کند، آن گروه دزدانی بودند که به دلیل اختلاف رئیس شان که پرلی سوامز نام دارد با پیتر قصد کشن او را دارند او تصمیم می‌گیرد تا دزدی‌های کوچک کند و پس از پایان زمستان شهر را ترک کند.
اسب او را مجبور می‌کند به داخل خانه‌ای برود تا از آن جا دزدی کند او در آن جا دختر جوانی به نام بورلی را می‌بیند و از دزدی منصرف می‌شود دختر به او می‌گوید به بیماری سل مبتلاست و مدت زیادی زنده نخواهد ماند. پیتر هم به بورلی می‌گوید در کودکی به آب انداخته شده و او را از آب گرفته‌اند و پدر و مادرش را نمی‌شناسد او پس از صحبت با او عاشق بورلی می‌شود، رئیس دزدان که به نظر می‌رسد قدرت ماورایی دارد یک نفر را می‌کشد و می‌گوید احتمالاً پیتر باید با یک دختر مو قرمز آشنا شده باشد و از افرادش می‌خواهد تا این دختر مو قرمز را پیدا کنند آن‌ها او راپیدا می‌کنند و پرلی سوامز که قصد کشتن بورلی را دارد چاقویی درمی‌آورد تا او را بکشد در این لحظه پیتر سر می‌رسد و با کمک اسب او را به خانه ویلایی خانوادگی بورلی در آن سوی دریاچه می‌برد، آن سوی دریاچه منطقه ممنوعه است و پرلی به افرادش می‌گوید براساس قوانین حق رفتن به آن منطقه را ندارند.
پرلی سوامز که از افراد شیطان (لوسیفر) است و نماینده او در نیویورک محسوب می‌شود از او می‌خواهد تا به او مجوز عبور از دریاچه و رسیدن به پیتر را بدهد، او می‌گوید پیتر به معجزه درونی خود نزدیک شده و فکر می‌کنم که او می‌تواند دختر مو قرمز را از مرگ نجات دهد ما باید باعث تباهی انسان‌ها شویم و اجازه ندهیم تا آن‌ها به نیروی درونی خود دست یابند اما شیطان با درخواست پرلی موافقت نمی‌کند پس پرلی به یک نفر پول می‌دهد تا بورلی را مسموم کند بورلی آن شب پس از رابطه عاشقانه با پیتر می‌میرد و تلاش پیتر برای نجات جان او فایده‌ای ندارد پیتر حتی بورلی را به روی تختی که ویلای کوچک (خواهر کوچک‌تر بورلی) ساخته و به پیتر گفته است برای برآورده کردن آرزوهاست می‌برد اما فایده‌ای ندارد و بورلی از دنیا می‌رود. پس از خاکسپاری بورلی روی پل بین پیتر و پرلی درگیری ایجاد می‌شود و پرلی او را از پل به پایین می‌اندازد.
پیتر پس از خروج از آب به زمان آینده رفته و چیزی از خاطراتش را به یاد نمی‌آورد او پس از آشنایی با زنی روزنامه‌نگار به نام ویرجینیا جاملی آشنا می‌شود و به کمک او به آرشیو خانوادگی پن دست می‌یابد و خاطراتش را بازمی‌یابد او با ویلا که حالا پیرزنی است آشنا می‌شود ویرجینیا پیتر را به خانه خودش دعوت می‌کند او آنجا با دیدن ابی دختر کوچک ویرجینیا می‌فهمد فرد مو قرمزی که او در رویاهایش می‌دیده و وظیفه نجات او را داشته ابی است، در همین حین افراد پرلی سر می‌رسند و پیتر به همراه ویرجینیا و ابی به بالای پشت بام فرار می‌کنند اسب سفید منتظر آن هاست و جانشان را نجات می‌دهد و آن‌ها را به سمت خانه بورلی در کنار دریاچه می‌برد.
پرلی به نزد لوسیفر می‌آید و از او درخواست کمک می‌کند او می‌فهمد که معجزه از طرف بورلی برای پیتر بوده و پیتر با معجزهٔ بورلی از مرگ نجات پیدا کرده و می‌گوید من مو قرمزها را اشتباه گرفتم فردی که پیتر او را نجات می‌دهد این دختر کوچک است او می‌خواهد تا با پیتر مبارزه کند و بازنده دچار مرگ ابدی شود لوسیفر با درخواست او موافقت می‌کند ولی به او می‌گوید مواظب خودش باشد چون نمی‌خواهد او را از دست بدهد، پرلی که حالا اجازه عبور از دریاچه را یافته به خانه کنار دریاچه می‌رود اما افرادش توسط ضربه اسب به داخل دریاچه یخ می‌افتند و می‌میرند و خود او هم در درگیری با پیتر می‌میرد، سپس پیتر ابی را را به روی تخت می‌برد و با معجزه درونی خود او را نجات می‌دهد.

## بازیگران
- کالین فارل در نقش پیتر لیک
- جسیکا براون فیندلی در نقش بورلی پن
- جنیفر کانلی در نقش ویرجینیا جاملی
- راسل کرو در نقش پرلی سوامز
- ویلیام هرت در نقش ایساک پن
- امکایلا تویگز در نقش ویلای جوان
- اوا ماری سنت در نقش ویلای پیر
- ویل اسمیت در نقش قاضی/لوسیفر
- ریپلی سبو در نقش ابی
- مت بامر در نقش پدر پیتر
- لوسی گریفیتس در نقش مادر پیتر
- فین ویتراک در نقش گابریل
- کوین کوریگان در نقش رومئو تن
- کوین دوراند در نقش سزار تن